# Kurt Lehmann (Widerstandskämpfer, 1906–1987)
Kurt Lehmann (* 1906 in Barmen; † 1987 in Wuppertal) war ein deutscher Seemann, kommunistischer Funktionär und Widerstandskämpfer gegen den Nationalsozialismus.

## Leben
Kurt Lehmann wuchs in einer Familie mit fünf Geschwistern auf; der Vater war Bauarbeiter und die Familie lebte in ärmlichen Verhältnissen. Die Gestapo schrieb später: „Er entstammt einer fanatisch kommunistisch eingestellten Familie.“ Als Lehmann 16 Jahre alt war, starb seine Mutter und von da an lebte er selbständig. Bis 1927 schlug er sich als Hilfsarbeiter auf dem Bau durch und fuhr schließlich nach Antwerpen, um als Matrose anzuheuern.
1926 hatte sich Lehmann der KPD angeschlossen. Da er großes Ansehen unter seinen Kollegen genoss, hatte er schon in jungen Jahren verantwortungsvolle Positionen in der KPD sowie in der Roten Marine inne, einer Unterorganisation des Rofrontkämpferbundes, der hauptsächlich Seeleute und Hafenarbeiter angehörten. Die Angehörigen der Roten Marine waren ab 1930 in schwere, teilweise bewaffnete Auseinandersetzungen mit der SA verwickelt, weshalb sie den Nationalsozialisten besonders verhasst waren.
Zum Zeitpunkt der „Machtergreifung“ befand sich Kurt Lehmann auf See und entging so zunächst einer Verhaftung. Von nun an fuhr er nur noch von Antwerpen aus zur See, wo sich eine eigene Aktivgruppe bildete, zu der 1935 der kommunistische Aktivist Hermann Knüfken stieß.  Lehmann und Knüfken standen in Opposition zur Politik der KPD-Parteileitung, die für einen offenen Kampf gegen das NS-Regime plädierte; schließlich trennte sich ihre Gruppe von der KPD. Lehmann nahm Kontakt zu Edo Fimmen auf, dem niederländischen Generalsekretär der Internationalen Transportarbeiter-Föderation (ITF). Bis zum Beginn des Krieges arbeitete die Antwerpener Gruppe mit finanzieller Unterstützung der ITF weiter und baute ein Netz von Vertrauensleuten auf über 250 Schiffen auf. Ab 1935 stieß auch der Bruder von Kurt Lehmann, Werner, zu der Gruppe. Von August 1936 bis Januar 1937 kämpften die Brüder im Spanischen Bürgerkrieg.
Auf Druck der deutschen Regierung wurden die Gebrüder Lehmann wie auch andere Aktivisten 1938 aus Belgien ausgewiesen, obwohl sich der sozialistische Bürgermeister von Antwerpen, Camille Huysmans, für sie eingesetzt hatte. Auf Vermittlung der ITF konnten sie auf dem britischen Frachter Lucerie anheuern. Es folgte eine jahrelange Odyssee auf verschiedenen Schiffen: In Hongkong durften die Lehmanns nicht bleiben, in London bekamen sie Landverbot, zurück in Belgien wurden sie verhaftet, nach Intervention der ITF wieder freigelassen mit der Auflage, Belgien für immer zu verlassen. Im Dezember 1938 fuhr Kurt Lehmann nach Oran, dort und später in Marseille war er ebenfalls unerwünscht. Zurück in Belgien wurde er zu 40 Tagen Haft verurteilt und ging gemeinsam mit seinem Bruder illegal nach Marseille zurück, von dort nach Dünkirchen, wo sie wieder inhaftiert wurden. Sie kamen auf Intervention von Fimmen kurz frei, wurden aber nach Kriegsausbruch als „feindliche Ausländer“ interniert. Als Fimmen wiederum ihre Freilassung erwirken konnte, wurde Frankreich von der Wehrmacht angegriffen. Die Lehmanns wurden von den Franzosen in dem nordafrikanischen Lager Suzzoni interniert und von dort in das berüchtigte Lager Berroughia verlegt. Am 1. Juli 1941 lieferte das Vichy-Regime die Brüder an die Gestapo aus. Einer von beiden schnitt sich auf der Überfahrt nach Frankreich die Pulsadern auf, konnte aber gerettet werden.
Kurt und Werner Lehmann wurde in das Gefängnis des Reichssicherheitshauptamtes  nach Berlin gebracht. Werner Lehmann starb am 21. September 1941, die Todesursache ist unbekannt. Kurt Lehmann widerstand der Folter, und der zuständige Gestapo-Kommissar notierte: „Bei seiner Vernehmung hielt er strikt an die von der kommunistischen Partei herausgegebenen Richtlinien, bei einer Vernehmung durch die Polizei keine Personen zu nennen. […] Er muß noch heute als unverbesserlicher Gegner des nationalsozialistischen Deutschlands angesprochen werden.“ Bis zum Kriegsende war er in verschiedenen Gefängnissen inhaftiert, zuletzt im KZ Dachau.
Nach Kriegsende kehrte Kurt Lehmann nach Wuppertal zurück, arbeitete als Heizer bei der britischen Armee, später bei der Bundeswehr und fuhr noch einmal für kurze Zeit zur See. Er schrieb einen Bericht Über den Widerstand deutscher Seeleute, in dem er sich tief enttäuscht darüber zeigte, dass der antifaschistische Widerstand in der Bundesrepublik Deutschland nicht genügend gewürdigt werde. 1953 schrieb er an den Schriftsteller Walter Hammer: „Heute ist aber nicht mehr gut vom Kampf erzählen. Bei der KPD gilt man als Reformist, bei der Besatzungsmacht als Anarchist. Tatsache ist: Ich liebe keine Diktatur!“ Er starb 1987, ohne dass sein Tod von der Öffentlichkeit wahrgenommen wurde.